# 龙门建筑群
龙门建筑群，位于中华人民共和国浙江省杭州市富阳区龙门镇，是浙江省省级文物保护单位之一。
2017年1月19日，龙门建筑群被列入第七批浙江省文物保护单位，该文物保护单位是古建筑。

## 歷史

刻有「义门」的富陽縣文物保護單位標誌
刻有「义门」的富陽市文物保護單位標誌
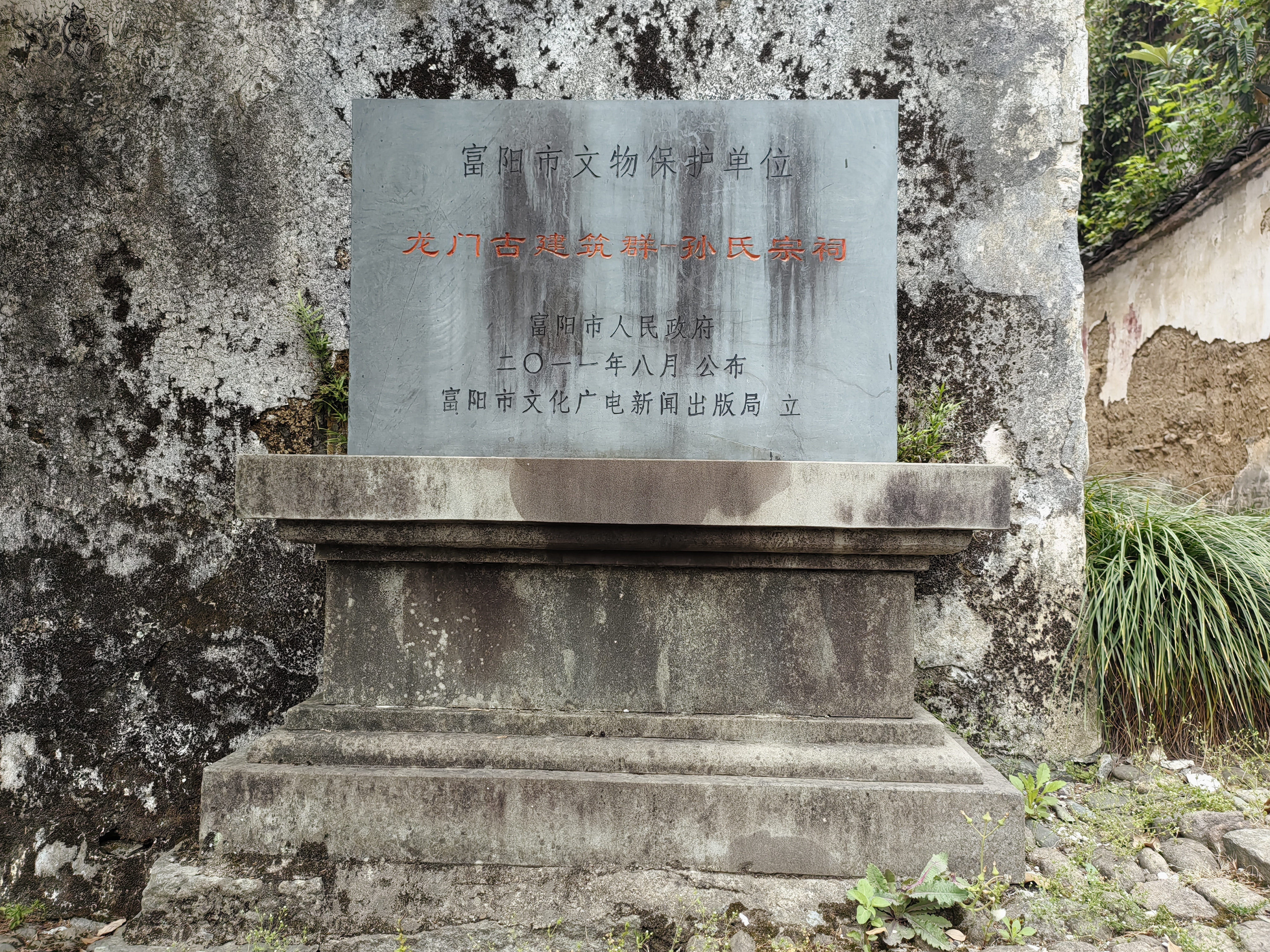
刻有「龙门古建筑群」的富陽市文物保護單位標誌

## 建築
龍門建築群由44幢文物單體組成，建築類型包含牌坊、祠堂、廳堂、民居、塔、橋、井等。

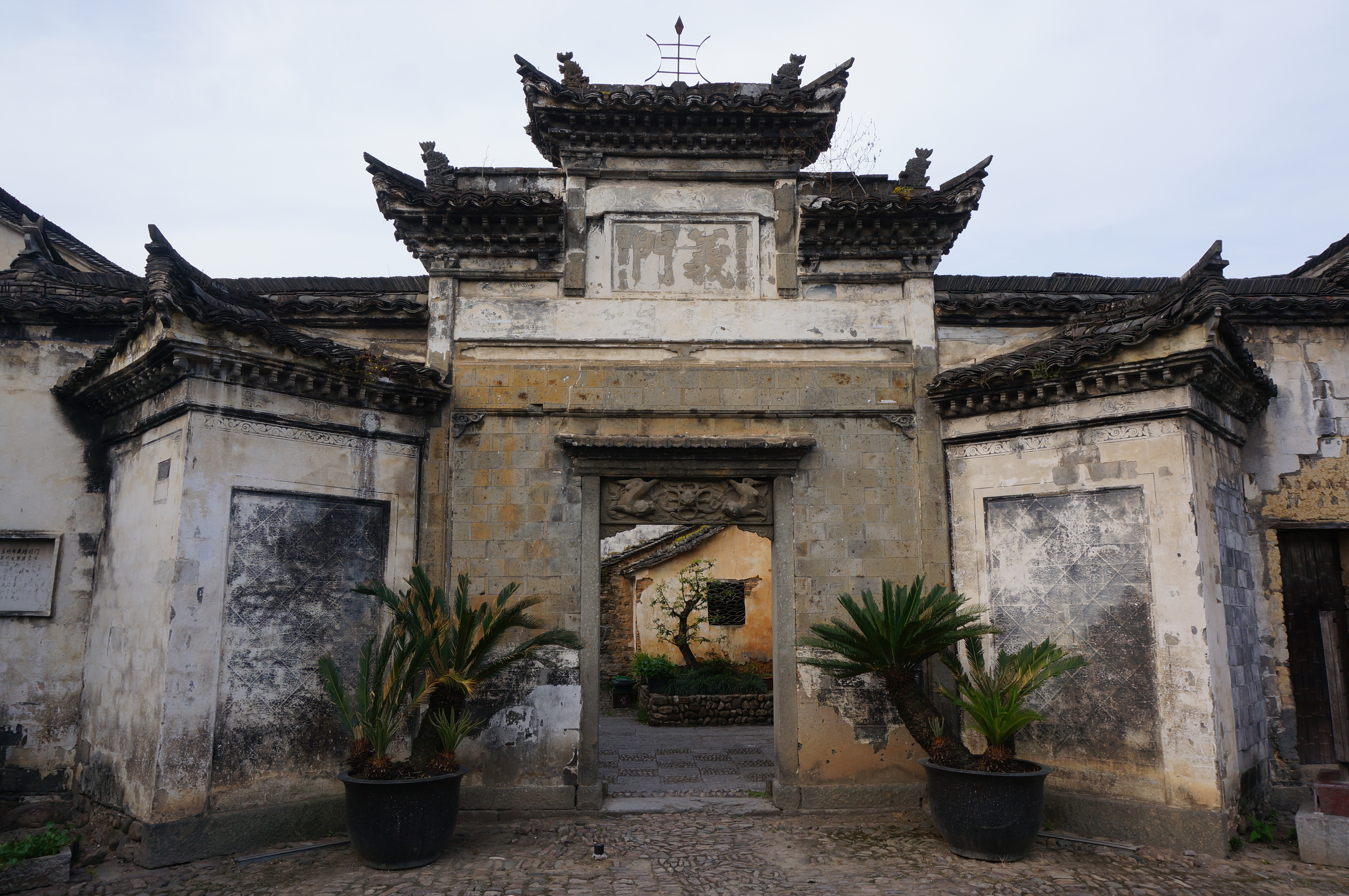
義門
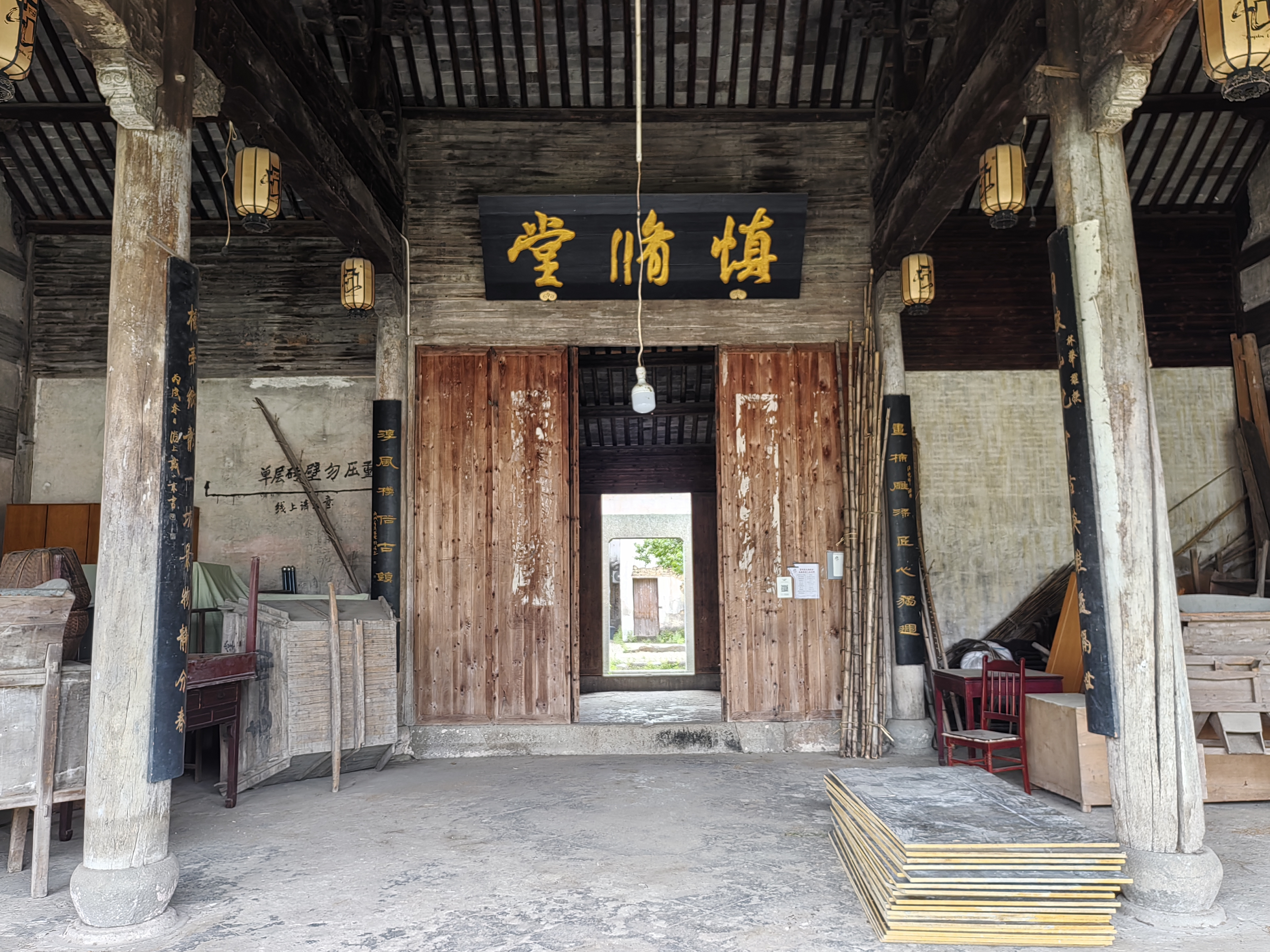
慎脩堂（百獅廳）
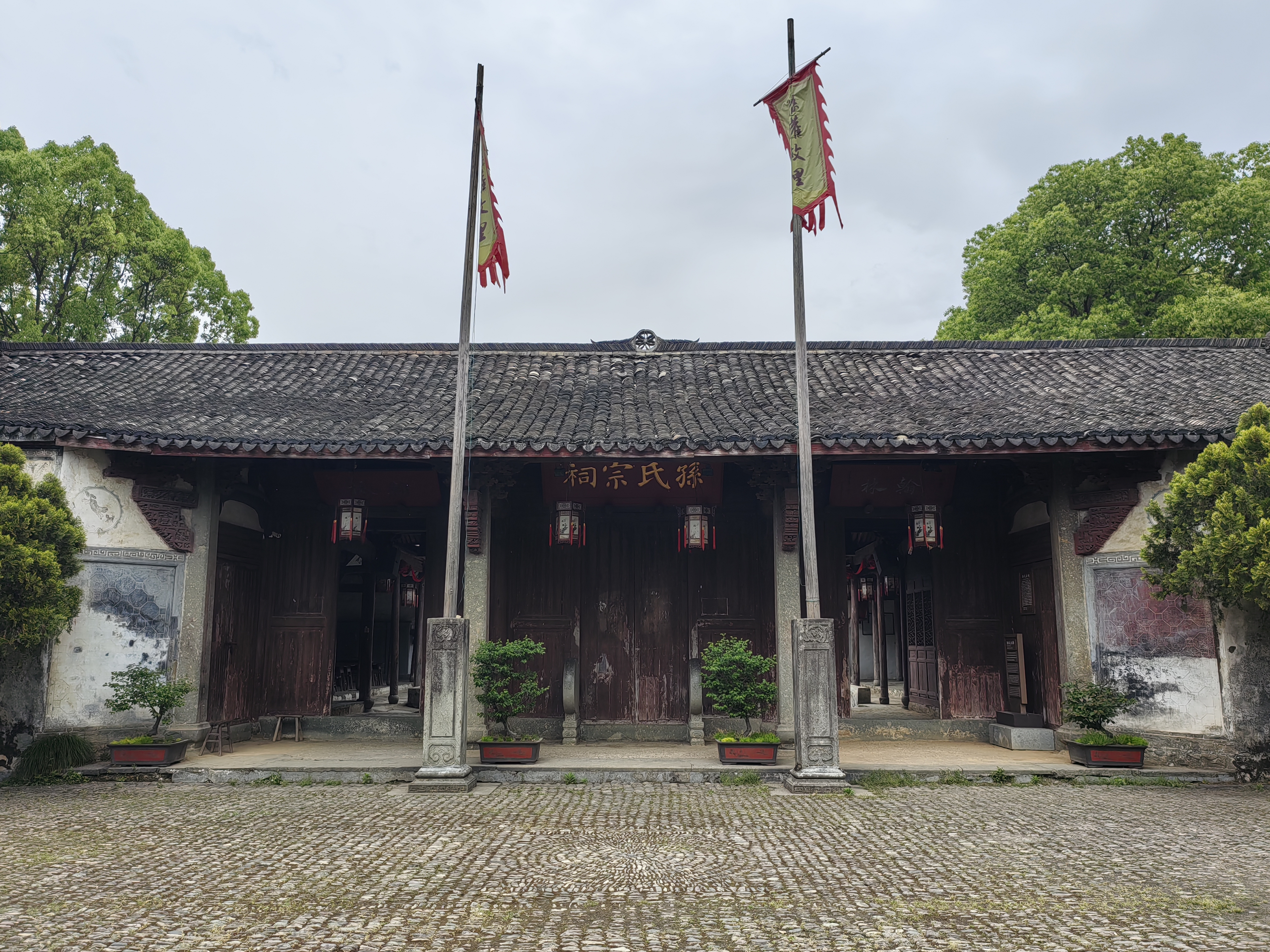
孫氏宗祠（餘慶堂）
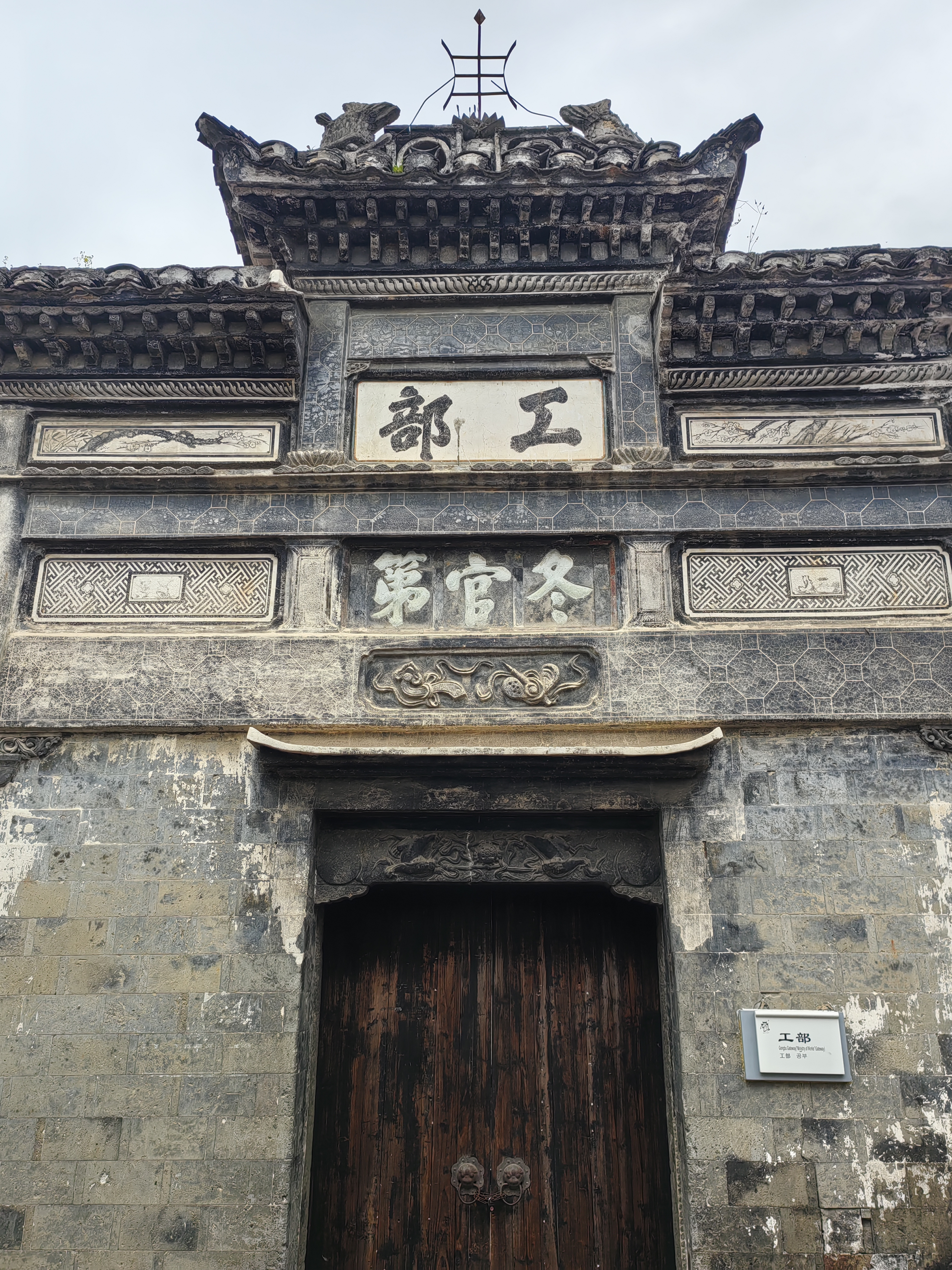
冬官第（承恩堂）
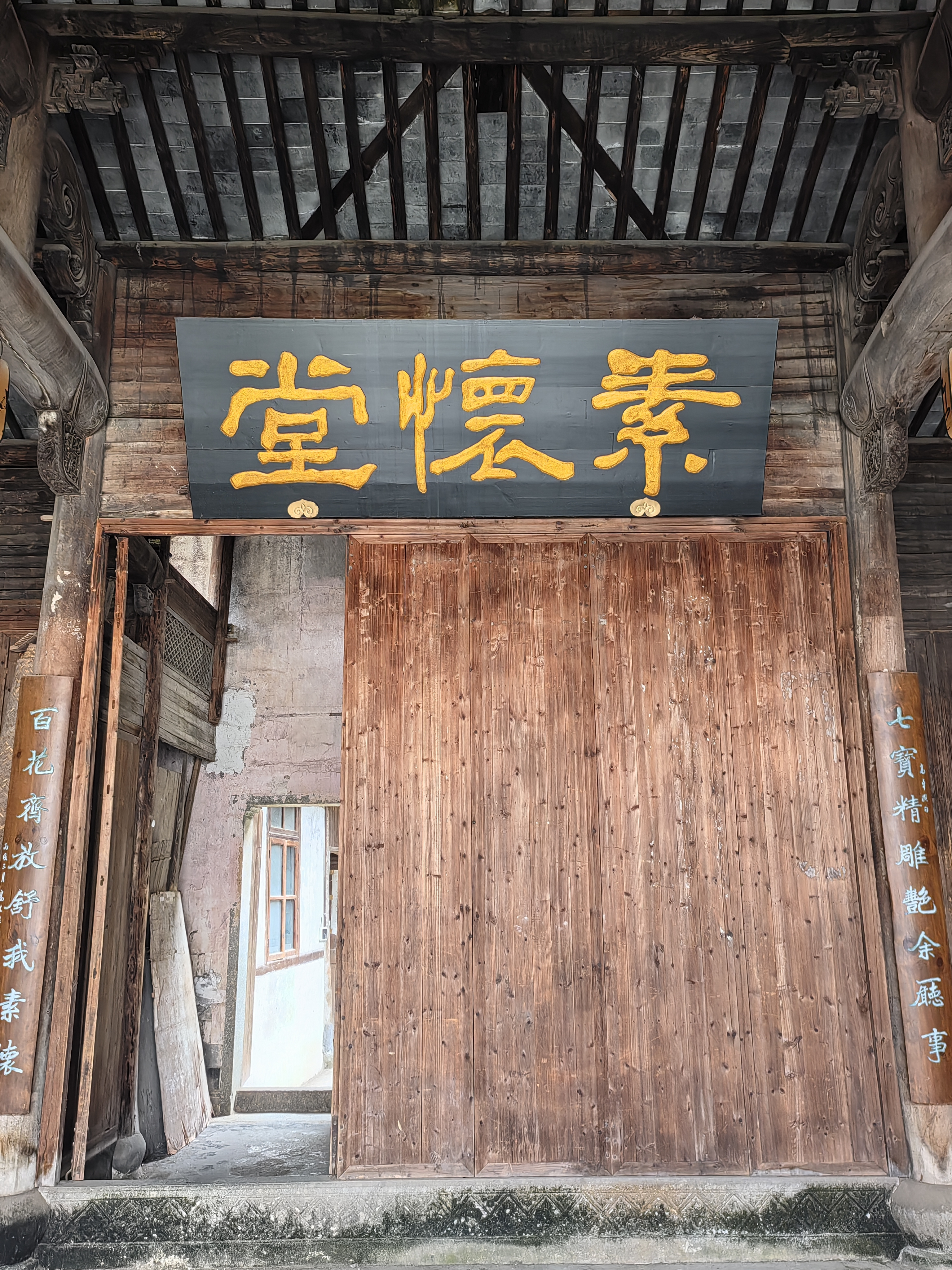
素懷堂（百花廳）
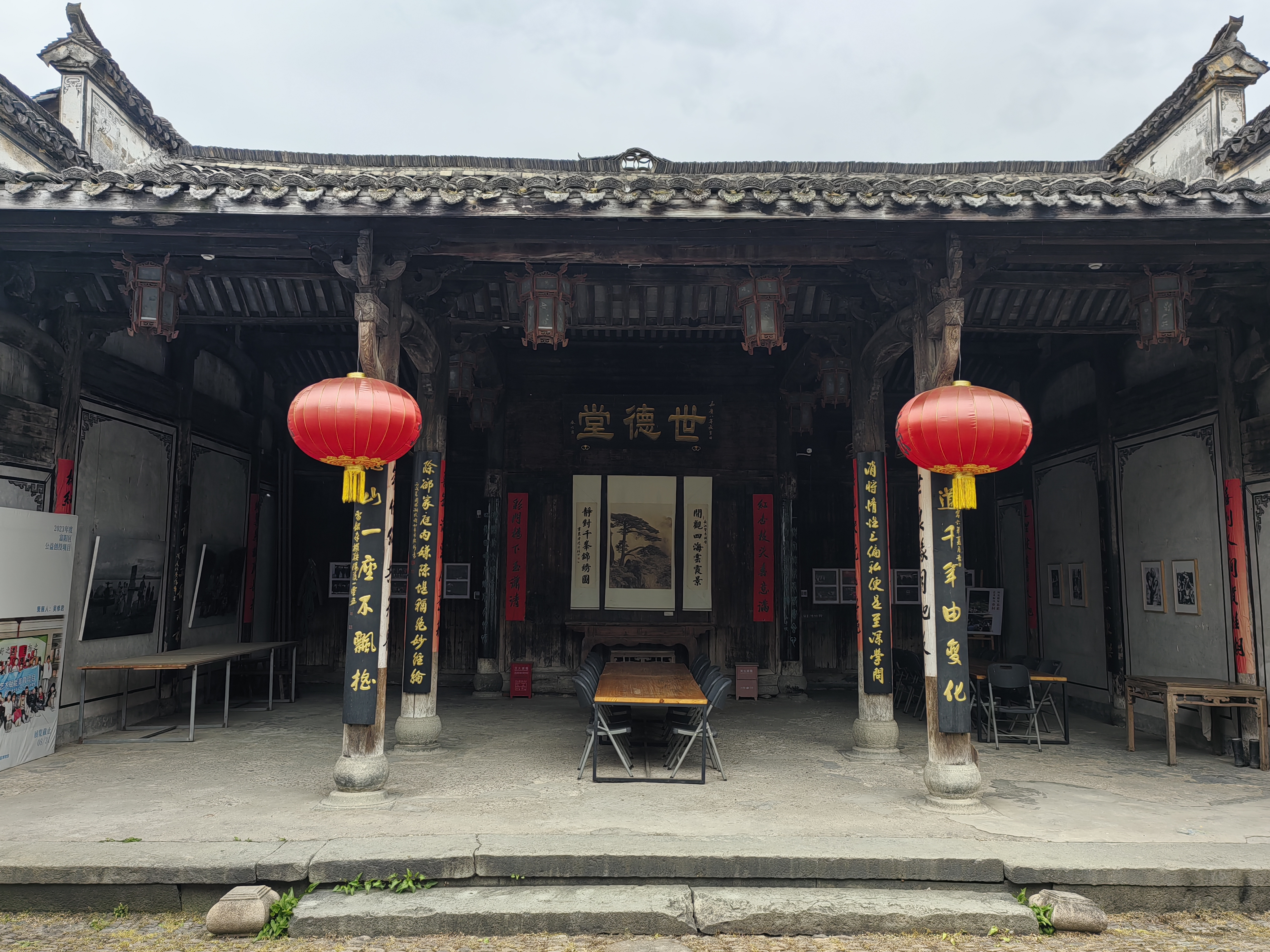
世德堂
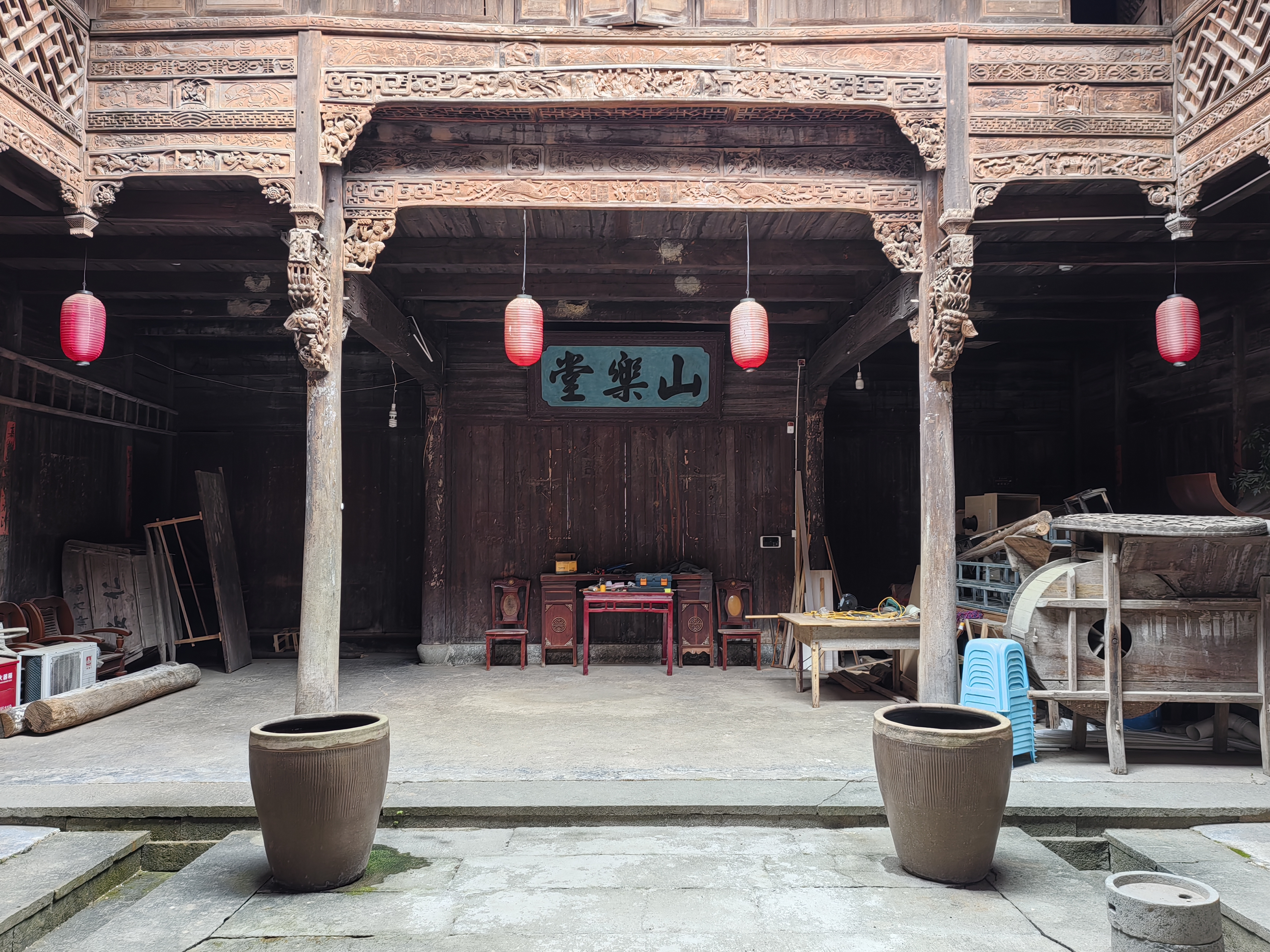
山樂堂
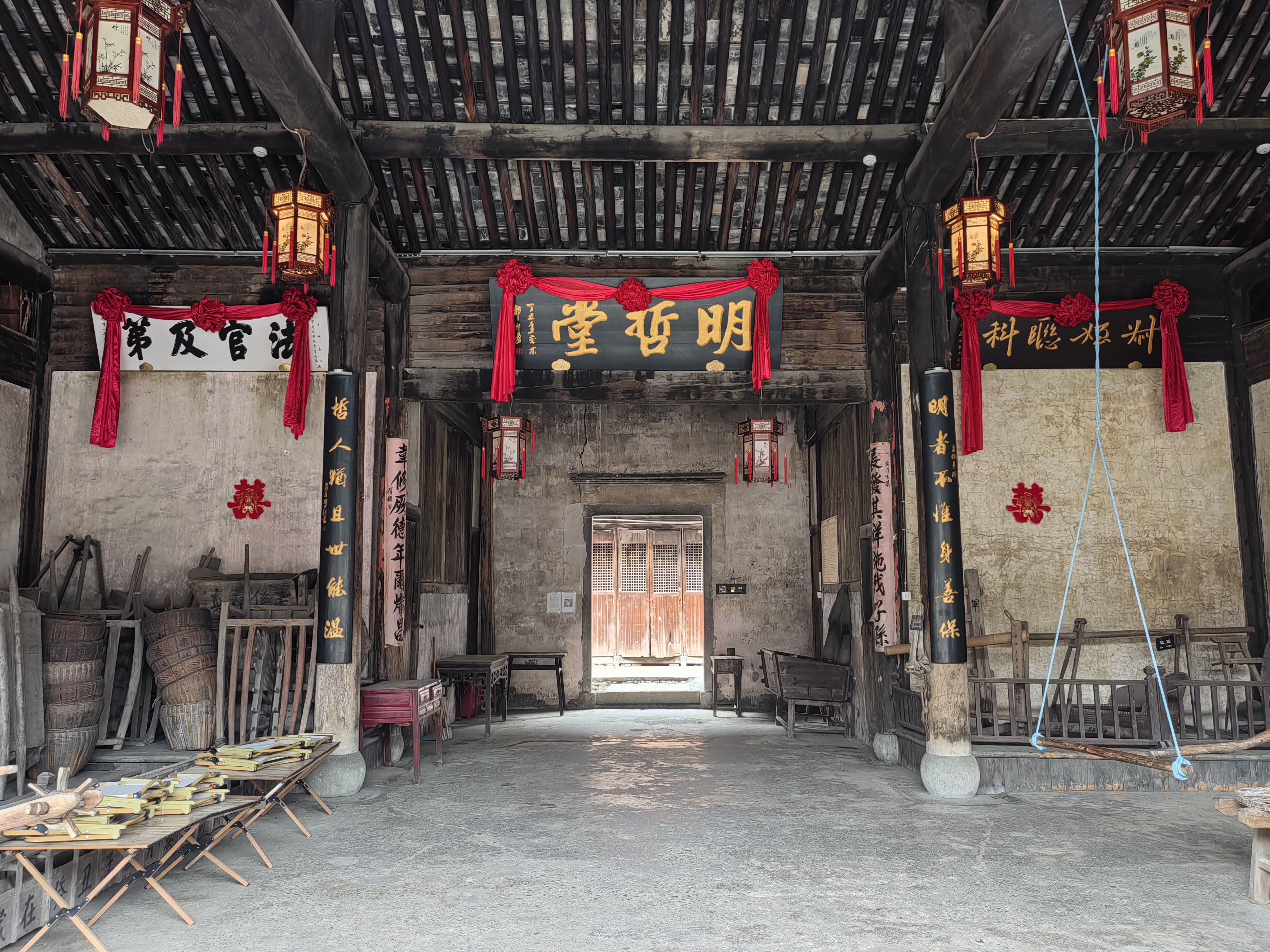
明哲堂
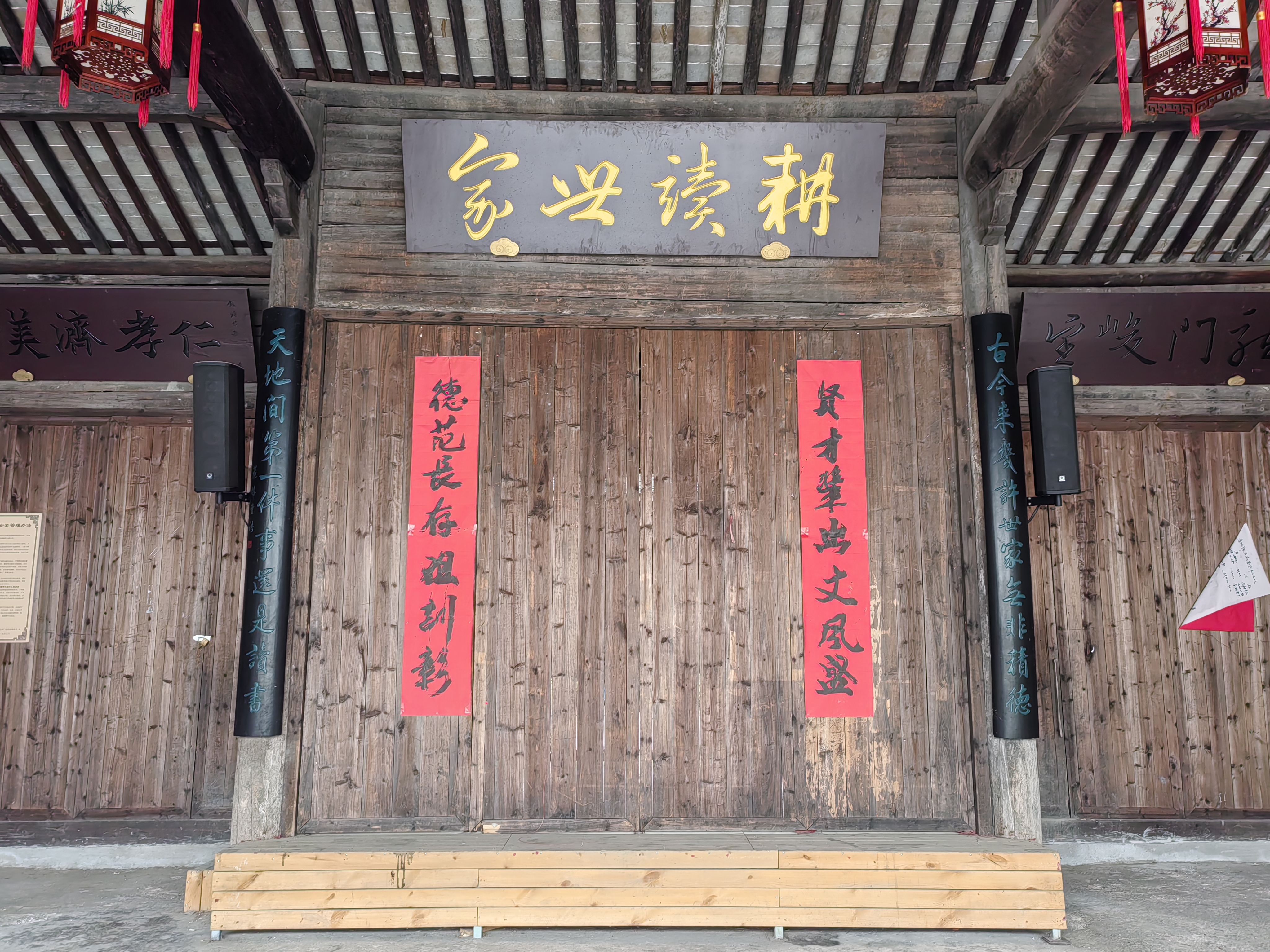
耕讀堂
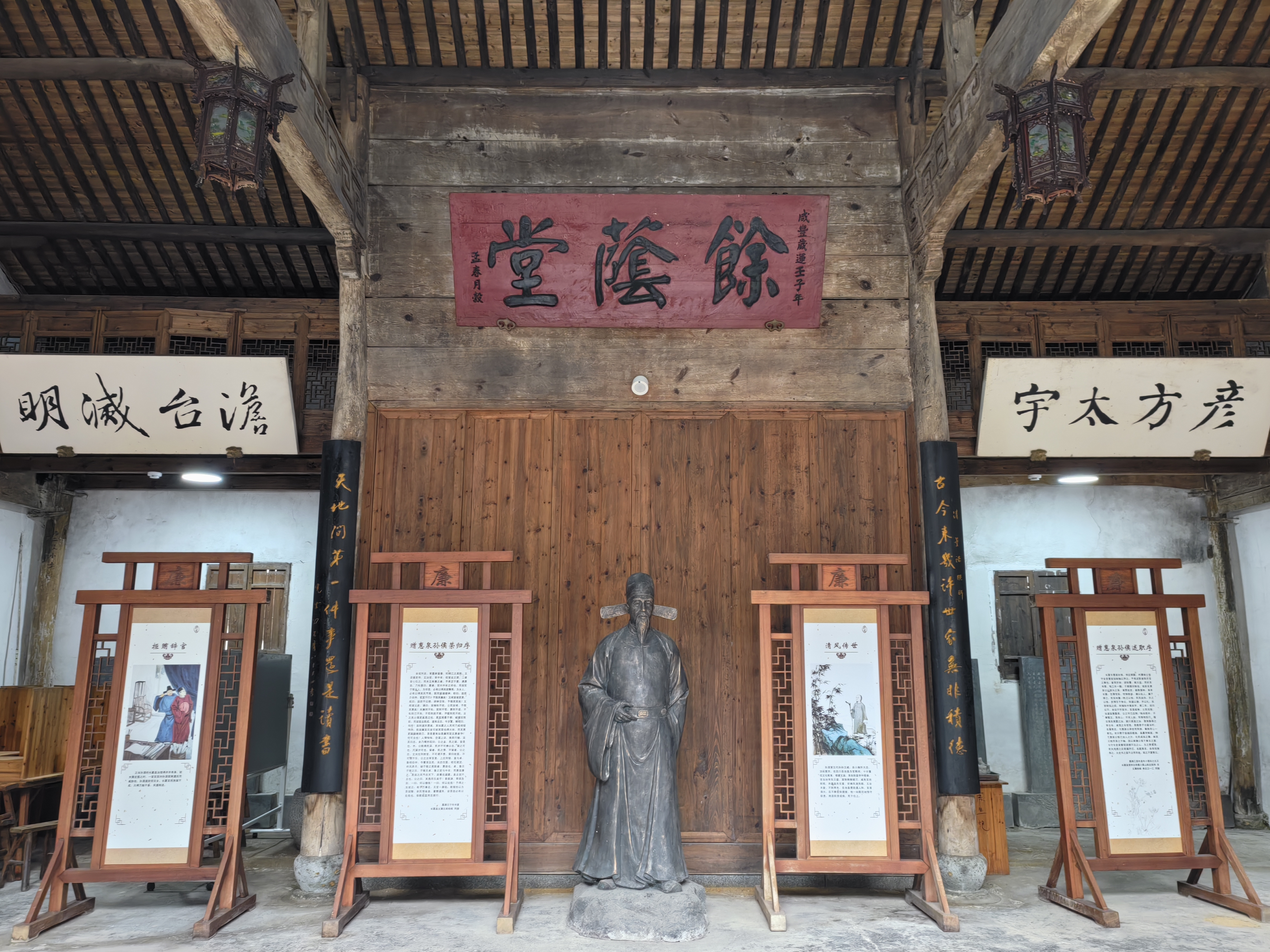
餘蔭堂
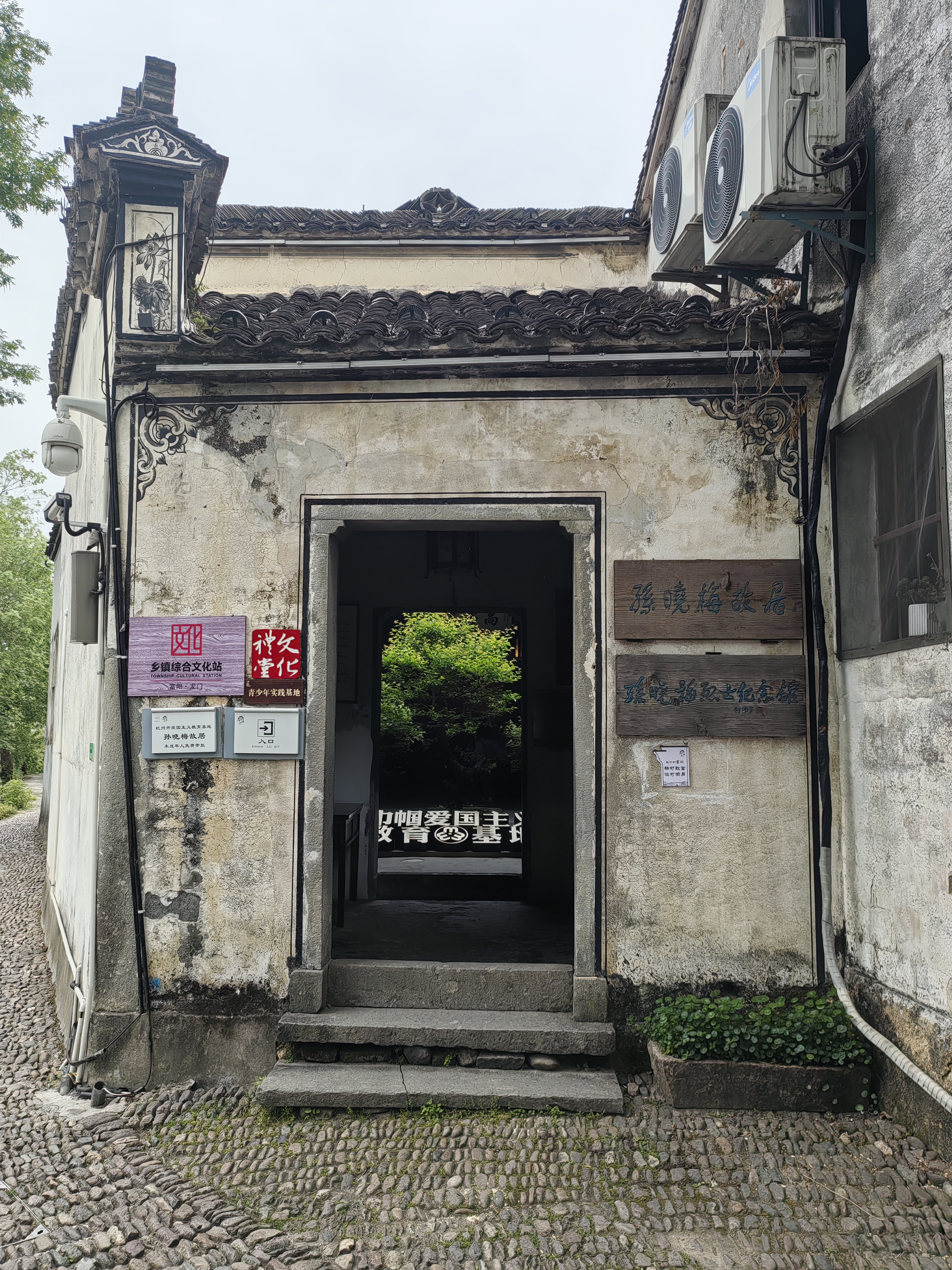
孫曉梅故居
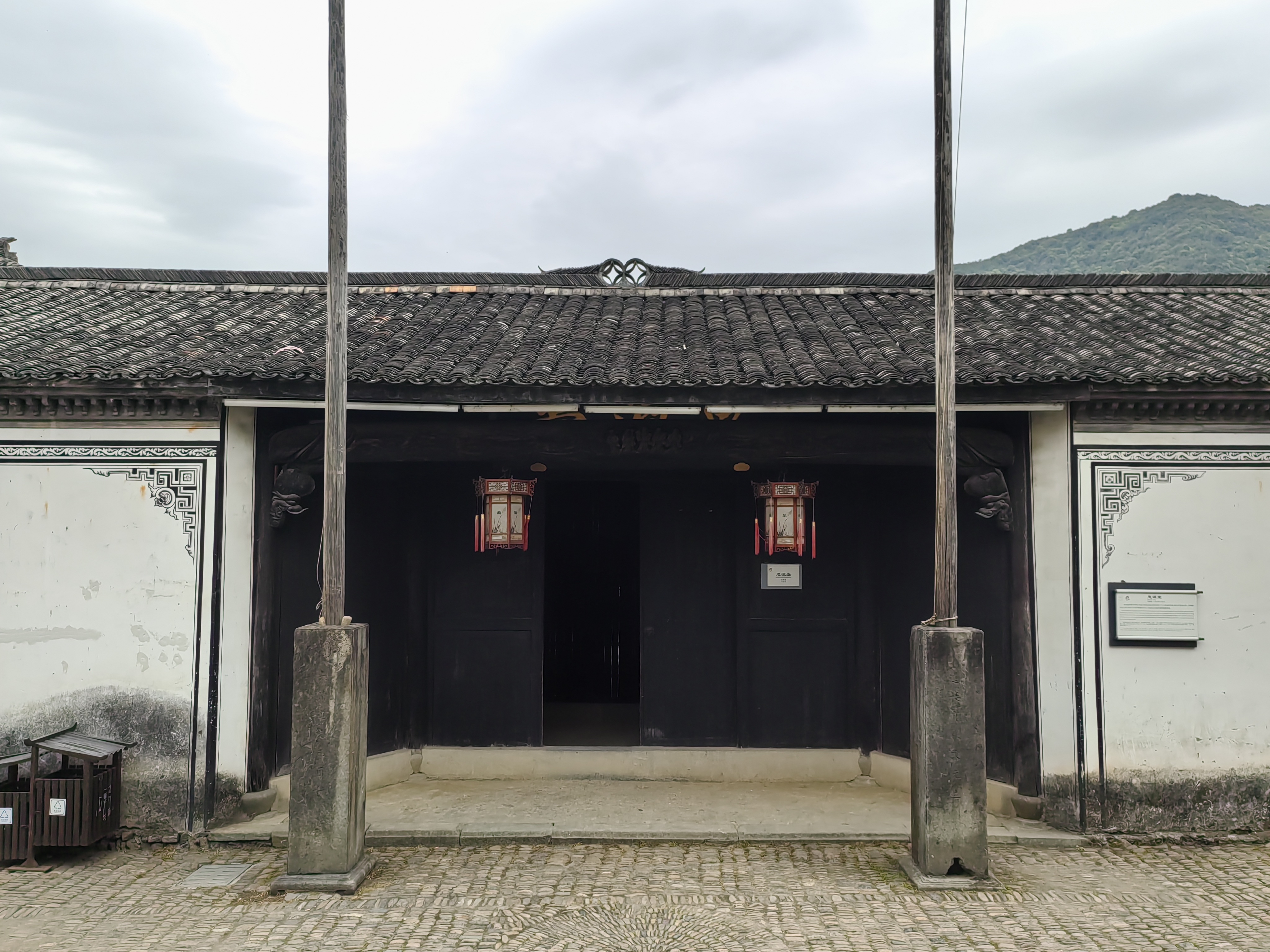
思源堂
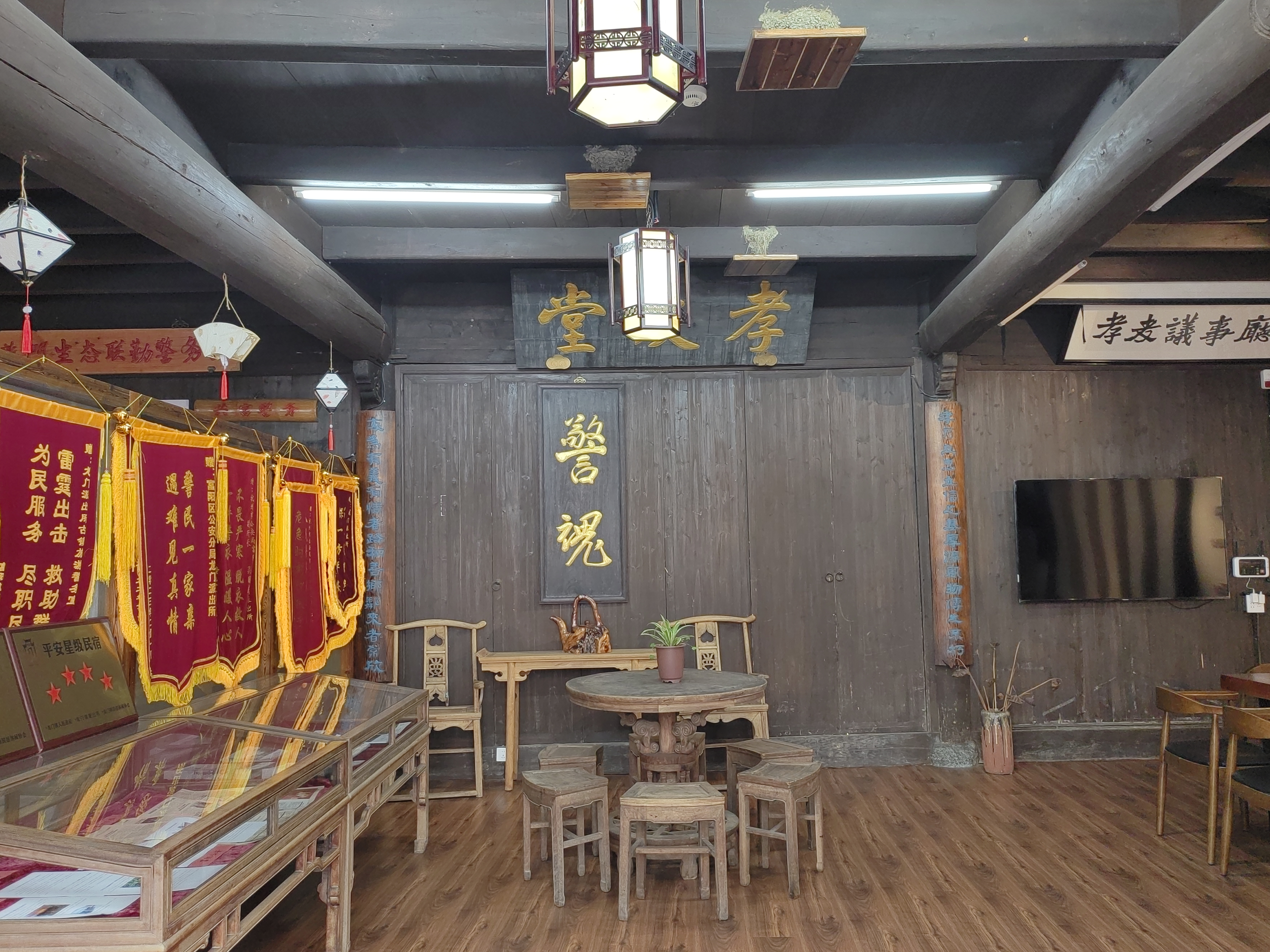
孝友堂

## 外部連結
- (PDF). 杭州市園林文物局. 2024-10.
- . 杭州市人民政府. 2024-01-09.